# ولسوالی گیزاب
گیزاب یکی از ولسوالی‌های ولایت دایکندی در مرکز افغانستان با جمعیت نزدیک به ۵۹٬۰۰۰ نفر است. مرکز این ولسوالی منطقه گیزاب می‌باشد.
به دلیل درگیری‌های مکرر میان حکومت جمهوری و مخالفین آن سر شماری دقیق در این ولسوالی صورت نگرفته است.
ولسوالی گیزاب در سال ۲۰۰۴ میلادی همزمان با تأسیس ولایت دایکندی شامل این ولایت گردید و در سال ۲۰۰۵ میلادی به دست طالبان افتاد سپس درحالی‌که حکومت جمهوری اسلامی افغانستان بالای این ولسوالی حاکمیت نداشت به ولایت ارزگان انتقال داده شد.
بلافاصله بعد از بازپس‌گیری مرکز ولسوالی گیزاب در سال ۲۰۰۶ میلادی این ولسوالی دوباره مشمول ولایت دایکندی گردید.